# Nostalgia Critic
A Nostalgia Critic amerikai websorozat, amelyet Doug Walker készített. Az első epizód 2007. július 3-án készült, az ugyanebben évben bemutatott Transformers film kritikájával.
A címadó főszereplőt maga Doug Walker alakítja, aki különféle filmeket és televíziós sorozatokról készít kritikákat, eltúlzott dührohamokkal és gyerekes humorral. Az epizódok során Walker bemutatja az adott film/tévésorozat tartalmát is. A filmek és sorozatok többsége a Nostalgia Critic gyerekkorából származik, de később újabb filmeket/sorozatokat is bemutatott.
2012 júliusában Walker befejezte a sorozat készítését, de 2013 januárjában egy videóban bejelentette, hogy új epizódok készülnek. Az első új rész 2013. február 5.-én készült, a "Timothy Green különös élete" című film bemutatójával.
A Nostalgia Critic sorozat összesen eddig 11 évaddal és 408 epizóddal rendelkezik.
A sorozat nagyon hasonló tematikájában és megvalósításában az Angry Video Game Nerd és a Rossz PC Játékok Sorozathoz. Különlegességként említendő, hogy a Nostalgia Critic és az Angry Video Game Nerd szerepelt már együtt is, és a műsoron belül ősi ellenségnek számítanak, annak ellenére, hogy a valóságban Doug Walker és James Rolfe (Angry Video Game Nerd) jó barátok.